# Li Weifeng
Li Weifeng (李瑋峰T, 李玮峰S, Lǐ WěifēngP; Changchun, 1º dicembre 1978) è un allenatore di calcio ed ex calciatore cinese, di ruolo difensore, tecnico del Guangzhou R&F.
È il giocatore col maggior numero di presenze per la nazionale cinese con cui è giunto secondo alla coppa d’Asia 2004.

## Palmarès

### Club

#### Competizioni nazionali
- Campionato cinese: 1

Shenzhen: 2004
- Coppa della Corea del Sud: 2

2009, 2010
- Coppa della Cina: 1

2011

#### Competizioni internazionali
- A3 Champions Cup: 1

Shanghai Shenhua: 2007